# 伊塞克阿塔区
伊塞克阿塔区是吉尔吉斯斯坦北部州份楚河州的一个区。该区面积为2,415平方（932平方英里），2009年常住人口为132,759人。该区行政中心位于坎特，因此过去也称为坎特区。该区坐落于楚河南岸，位于首都比什凯克和前州府托克马克中间。
1941年，在该区成立了苏联空军基地和飞行员培训学校。第二次世界大战期间，有1507名军事飞行员在这里接受训练。自1956年起，该校也培训外国飞行员；其毕业生中既有埃及前总统穆罕默德·胡斯尼·穆巴拉克和叙利亚总统哈菲兹·阿萨德。